# Melkbecher

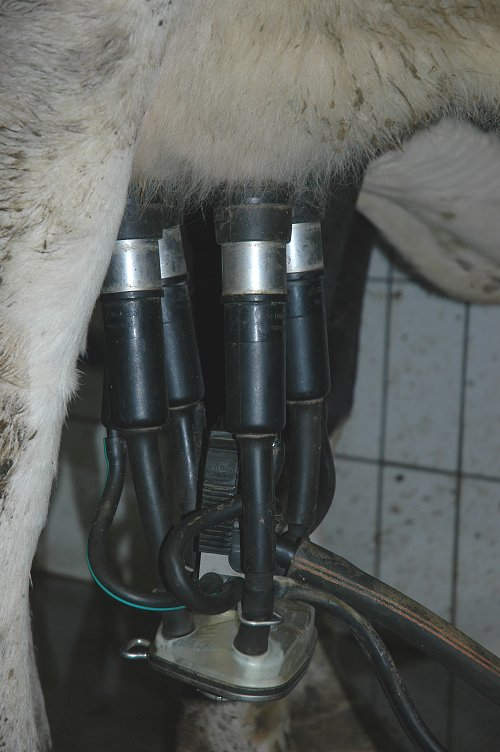
Melkbecher im Einsatz

Ein Melkbecher (oder Zitzenbecher) ist Bestandteil einer Melkmaschine und dient dem Entzug der Milch aus dem Euter.
Er besteht aus einem zylindrischen Hohlkörper aus Edelstahl oder Kunststoff, dessen oberes Ende offen ist und an dessen unterem Ende Anschlussstellen für die kurzen Luft- und Milchschläuche sind. Innen ist ein Gummimantel (Zitzengummi) angebracht, der oben einen Wulst hat und über den Melkbecher herausragt. Wenn in dem Melkbecher der Luftdruck der Umgebung vorherrscht, entsteht zwischen Zitzengummi und Melkbecher ein Hohlraum, das Zitzengummi schließt die Verbindung zum Milchschlauch und massiert die Zitze (Entlastungsphase, die Milch fließt nicht). Beim Handmelken wird die Zitze mit zwei Fingern am Ansatz abgedrückt und dann ausgepresst, dies findet beim Maschinenmelken nicht statt. Die Milch wird mit Vakuum rhythmisch „ausgesaugt“. Dies entspricht dem Säugen eines Kalbes. Durch die kurzen Luftschläuche wird in der Saugphase das Vakuum angelegt und der Gummimantel unterbricht den Milchfluss nicht mehr, so dass die Milch fließen kann. Melkmaschinen sind sehr schonend für die Kühe, dies zeigt auch die Anfälligkeit für Mastitis. Sie tritt häufiger beim Handmelken auf. In modernen Milchviehhaltungen gehen die Kühe aus freien Stücken in einen automatischen Melkstand, sie lassen sich „gerne“ melken.
Das Zitzengummi kann aus Gummi oder Silikon sein. Besonders gegen Ende des Melkvorgangs kann der Melkbecher an der Zitze hochklettern, was langfristig die Zitze schädigt und zur Entstehung von Euterentzündungen führt, aber auch genauso nach unten abrutschen, wenn nicht die passenden Zitzengummis verwendet werden. Diese Probleme entfallen durch eine Abnahmeautomatik, oder durch Überwachung vom Bediener.
Am unteren Ende des Melkbechers kann sich ein Schauglas befinden, damit der Melker sehen kann, ob Milch fließt.
Zu den Weiterentwicklungen in der Melktechnik zu ökonomischen wie zur Erhöhung des Tierwohles gehören auch Weiterentwicklungen des Melkbechers.